# Comuna de Niepołomice
Niepołomice (polaco: Gmina Niepołomice) é uma gminy (comuna) na Polónia, na voivodia de Pequena Polónia e no condado de Wielicki. A sede do condado é a cidade de Niepołomice.
De acordo com os censos de 2004, a comuna tem 21.917 habitantes, com uma densidade 230,4 hab/km².

## Área
Estende-se por uma área de 95,1 km², incluindo:
- área agricola: 67%
- área florestal: 15%

## Subdivisões
- Chobot, Ochmanów, Podłęże, Słomiróg, Staniątki, Suchoraba, Wola Batorska, Wola Zabierzowska, Zabierzów Bocheński, Zagórze, Zakrzowiec, Zakrzów.

## Comunas vizinhas
- Biskupice, Drwinia, Gdów, Igołomia-Wawrzeńczyce, Kłaj, Kraków, Wieliczka